# Kościół św. Piotra i św. Pawła we Wrocławiu

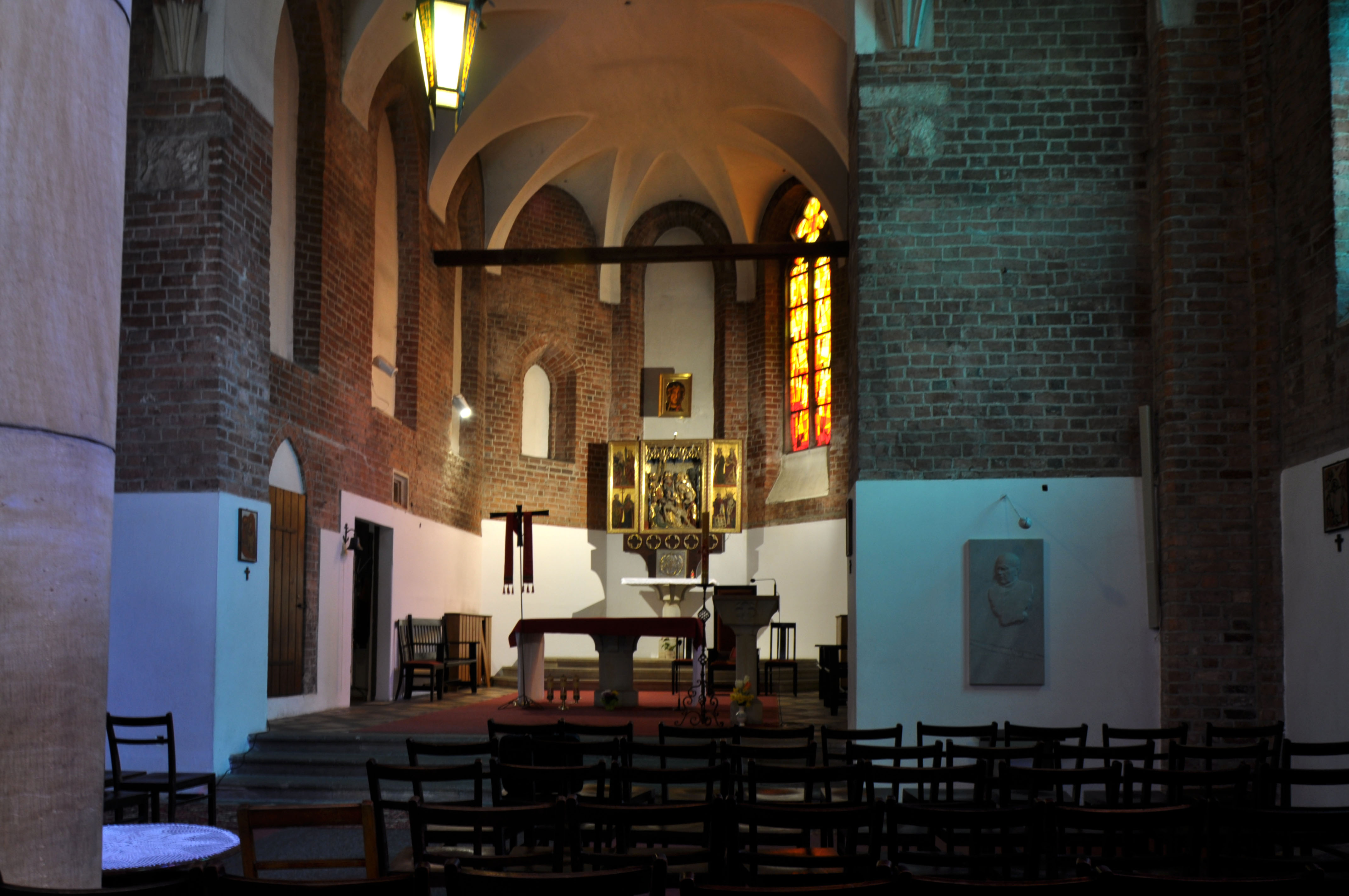
Wnętrze kościoła św. Piotra i św. Pawła - ołtarz

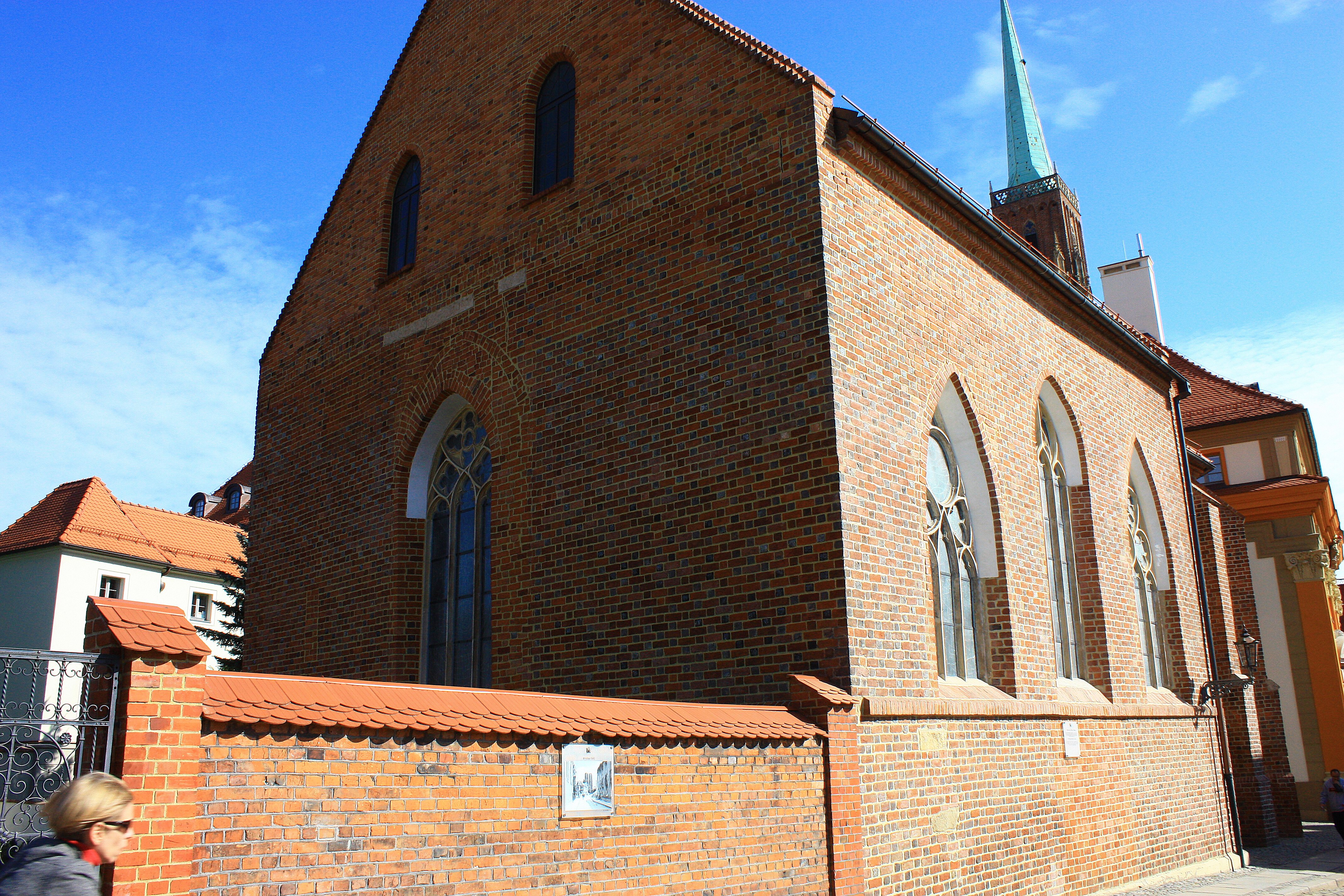
Kościół św. Piotra i św. Pawła widok w kierunku kościoła Świętego Krzyża i św. Bartłomieja

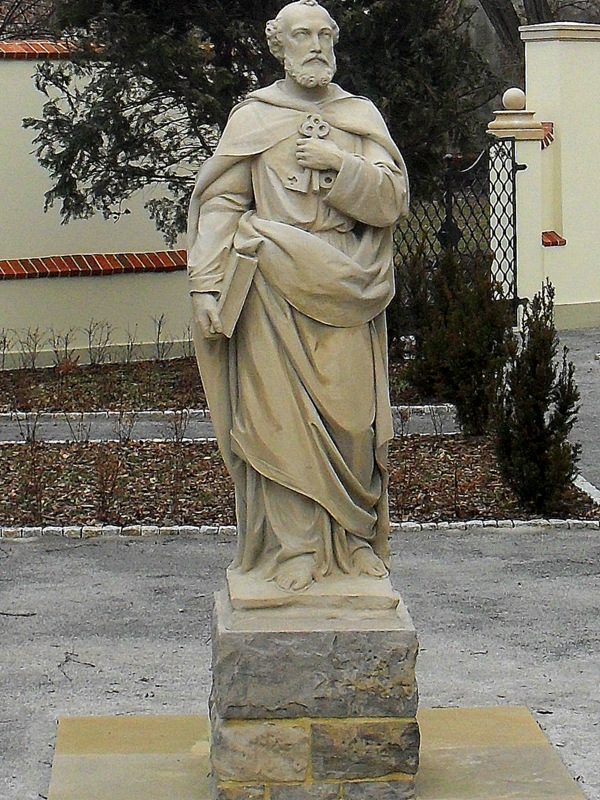
Figura św. Piotra w ogrodzie

Kościół św. Piotra i św. Pawła – kościół w południowo-zachodniej części wrocławskiego Ostrowa Tumskiego, obok mostu Tumskiego. Budynek szerokości 14 metrów jest orientowany, ustawiony bokiem (dł. 24 m) do ulicy Katedralnej, a ściana jego prezbiterium przylega częściowo do wzniesionego później (1702–15) sierocińca (Orphanotrophaeum) dla szlacheckich dzieci, potem przekształconego na internat (obecnie mieści się tu m.in. Specjalistyczna Poradnia Rodzinna i Ośrodek Adopcyjno-Opiekuńczy Kurii Metropolitalnej, Metropolitalne Studium Organistowskie oraz wrocławska rozgłośnia Radia Rodzina; znajdowało się tu także Duszpasterstwo Akademickie „pod Czwórką” (od adresu: ul. Katedralna 4).

## Historia
Obecna, zbudowana z cegły gotycka bryła kościoła powstała w latach od 1404 (wzniesiono wówczas prezbiterium) do 1454 (zakończenie budowy nawy). 
Pierwotnie jednofilarowe sklepienie nawy i sklepienia prezbiterium uległy wraz z dachem zniszczeniu w wielkim pożarze Ostrowa Tumskiego w 1634, po czym zostały odbudowane w stylu barokowym w 1667 już bez centralnego filara. Kolejny pożar Ostrowa Tumskiego i Wyspy Piasek dotknął ten kościół w 1791, po czym ponownie został on naprawiony. W czasie wojen napoleońskich w 1813 założono w nim szpital dla francuskich jeńców. W 1884 wnętrza kościoła zostały odnowione w stylu neogotyckim, a w 1927 przebito bezpośrednie przejście z przyległego do kościoła internatu. W kościele znajdują się powojenne organy zbudowane przez Theodora Böhme, używane przez Metropolitalne Studium Organistowskie.
W 1945 kościół ucierpiał w znacznym stopniu (m.in. stracił dach i sklepienia), ocenianym na 40%. W czasie odbudowy, przeprowadzonej w latach 1952-1953 przywrócono częściowo gotycki charakter budowli, m.in. usuwając wewnętrzne i zewnętrzne tynki i odtwarzając krzyżowo-żebrowe sklepienie nawy podparte na półmetrowej średnicy, odbudowanym kamiennym filarze. Poprawność rekonstrukcji wnętrza, a zwłaszcza szczytu zachodniego jest jednak kwestionowana.
W 1963 w ogrodzie kościoła po stronie wschodniej ustawiono kamienną figurę św. Piotra przeniesioną tu z pobliskiego kościoła NMP na Piasku.